# Semion Bogatyrev
Pour les articles homonymes, voir Bogatyrev.
Semion Semionovitch Bogatyrev ou Bogatyriov (en russe : Семён Семёнович Богатырёв ; ISO 9 : Semën Semënovič Bogatyrëv) ; Kharkiv, 3 février 1890 (15 février 1890 dans le calendrier grégorien) – Moscou, 31 décembre 1960), est un musicologue, théoricien de la musique et compositeur russe.

## Biographie
Semion Bogatyrev fait d'abord des études de droit à la faculté de Kharkiv, de 1907 jusqu'à son diplôme en 1912. Il entre ensuite au Conservatoire de Saint-Pétersbourg dans la classe de composition de Vassili Kalafati et Jāzeps Vītols et étudie l'orchestration avec Maximilian Steinberg jusqu'en 1915,.
Jusqu'en 1941, il vit à Kharkiv où il enseigna la musique au Conservatoire de 1917 à 1919 et en tant que maître de conférence entre 1919 et 1922, puis, en tant que conférencier en théorie et en composition, à l'institut de musique et d'art dramatique entre 1922 et 1941. Il obtint en 1935 le titre de professeur.
De 1943 à 1960, il est nommé professeur de composition et de contrepoint au Conservatoire de Moscou, où il reste jusqu'à sa mort à la tête du département composition et contrepoint,. Il obtient la reconnaissance officielle des instances soviétiques pour son rôle de critique artistique juste après la guerre.
Il écrit deux précieux ouvrages de théorie musicale, dans la lignée de Taneïev : Double canon (Двойной канон, 1947 qui lui vaut le titre de docteur) et Le contrepoint renversable (Обратимый контрапункт, 1960). Il est aussi connu pour avoir reconstruit la symphonie en mi bémol, abandonnée par Tchaïkovski en 1892, publiée comme symphonie no 7 et créée en 1957.

## Compositions
Semion Bogatyrev laisse quelques œuvres pour orchestre, deux quatuors à cordes, deux sonates pour piano.

## Biographie
- Theodore Baker et Nicolas Slonimsky (trad. de l'anglais par Marie-Stella Pâris, préf. Nicolas Slonimsky), Dictionnaire biographique des musiciens [« Baker's Biographical Dictionary of Musicians »], t. 1 : A–G, Paris, Robert Laffont, coll. « Bouquins », 1995 (réimpr. 1905, 1919, 1940, 1958, 1978), 8e éd. (1re éd. 1900), 4 728 p. (ISBN 2-221-06787-8), p. 468.
- (en) L. M. Butir et Lyudmila Korabel'nikova, « Bogatïryov, Semyon Semyonovich », dans Stanley Sadie (éd.), The New Grove Dictionary of Music and Musicians, Londres, Macmillan, 2001, 2e éd., 25 000 p., 29 volumes (ISBN 9780195170672, lire en ligne)